# Bizantsko-ugarski rat (1180. – 1185.)
Bizantsko-ugarski rat trajao je od 1180. do 1185. godine za vrijeme ugarskog kralja Bele III. i cara Aleksija II. Komnena. Iskoristivši unutarnje sukobe u Bizantskom Carstvu nakon smrti prethodnog cara Manuela I. Komnena (1143.-1180) za čije je vladavine Ugarska 1163. god. morala predati Bizantu vlast u Sirmiumu, a 1167. i u Dalmaciji, te koji se snažno umiješao u dugotrajne i komplicirane dinastičke borbe u Ugarskoj, Bela III. - koji je sam bio odgojen u Bizantu - je iskoristio priliku da potisne Bizant iz Srijema i Dalmacije, obnovivši ugarsku vlast nad tim teritorijima nakon četrnaest godina.
Mađarski povjesničari - tako Márta Font 2005. god. - pišu da bi od 1164. do 1180. pod vlašću Bizanta bili ne samo dalmatinski gradovi i neko područje u Srijemu, nego i "velik dio Hrvatske". Dubravka Preradović i Mladen Ančić  2018. god. govore o "razdoblju bizantske vladavine nad Dalmacijom i Jadranom između 1165. i 1180.", u kojem je "koristeći se sukobom Ugra i Bizanta, Stefan Nemanja uspješno (je) osvojio dio Hrvatske".
Bela III. je u jesen 1180. godine pokrenuo vojnu kampanju kako bi uspostavio svoju kontrolu na Dalmaciji. Bela III. ulazi - izgleda bez borbi - krajem iste ili početkom naredne godine u Split i Zadar, odakle potiskuje bizantske saveznike Mlečane. Ugarski palatin Denis postavljen je 1181. god. za bana Slavonije, Hrvatske i Dalmacije, a 1184. ga se oslovljava i "banom pomorskih provincija". Srijem je, na drugoj strani, zauzet uz borbe, te pustošenja na područjima južno od Srbije; ugarska vojska je u prvoj polovici 1183. godine napredovala do Niša (koji je potpuno uništen) i Sofije. Veliki župan Raške Stefan Nemanja pridružuje se ratu na strani Ugara, nastojeći svoje područje osloboditi bizantske vlasti.
Snage Bele III. su krajem 1183. god. natjerane u povlačenje natrag preko Dunava i Save. Nakon primirja tijekom 1184. god., početkom 1185. godine su Mađari opet provalili preko Dunava i Save.
Rat je okončan nakon dolaska na vlast novog cara Izaka II. Angela, koji je za caricu odlučio uzeti 10-godišnju kćer Bele III. Margaretu: kao miraz je Bela III. dao svojem zetu nedavno osvojena bizantska područja, i pomogao mu da pobijedi Normane predvođene Vilimom II. Sicilskim u Bitci kod Dimitritsija u studenom 1185. godine. Ugarsko-Hrvatsko Kraljevstvo je uspostavilo snažan utjecaj u Srbiji i drugim područjima između Dunava i Grčke, a Bizant se više nije pokušavao postaviti kao hegemon nad područjima pod vlašću ugarskog kralja, niti pokušavao vratiti Dalmaciju. Međutim će stoljetni Bizantski vazal i potom saveznik Venecija već nakon dvadesetak godina iskoristiti priliku da kod pokretanja križarskog rata 1204. godine - nakon već dugotrajnog razdoblja vrlo loših odnosa s Bizantom koji su bili kulminirali u Pokolju Latina u Konstantinopolu 1182. godine - osvoji uz pomoć križara tvrdo utvrđeni Zadar, značajni trgovački grad kojega je 1185. god. Bizant bio definitivno prepustio Beli III. U Četvrtom križarskom ratu će potom biti osvojen i sam Konstantinopol.